# My Mind & Me
My Mind & Me (с англ. — «Я и мой мир») — песня американской исполнительницы Селены Гомес. Релиз трека состоялся 2 ноября 2022 года под руководством лейбла Interscope Records. Композиция является саундтреком к документальному фильму о певице «Селена Гомес: Я и мой мир», выход которого состоялся 4 ноября 2022 года на сервисе Apple TV+. Авторами песни выступили Селена Гомес, Эми Аллен, Джон Беллион, Джордан Джонсон, Майкл Поллак, Стефан Джонсон.

## Предыстория
Первое появление песни состоялось в трейлере «Селена Гомес: Я и мой мир», выпущенном 10 октября 2022 года. 24 октября певица объявила в своих социальных сетях о публикации песни, запланированной на 3 ноября, за день до выхода документального фильма.

## Композиция
«My Mind & Me» — современная поп-песня, написанная в тональности ля мажор с темпом 144 удара в минуту. Композиция была написана самой певицей в сотрудничестве с Эми Аллен, Джоном Беллионом, Джорданом К. Джонсоном, Майклом Поллаком и Стефаном Джонсоном и спродюсирована командой The Monsters и The Strangerz.
Песня, содержащаяся в документальном фильме «Селена Гомес: Я и мой мир», описывает путь Гомес к психическому здоровью, рассказывая о проблемах, которые беспокоили её на протяжении многих лет и которые также рассматриваются в документальном фильме.

## Список композиций
Вся музыка написана Эми Аллен, Джонатаном Беллион, Джорданом Джонсоном, Майклом Поллаком, Селеной Гомес и Стефаном Джонсоном.
| №                   | Название            | Длительность |
| ------------------- | ------------------- | ------------ |
| 1.                  | «My Mind & Me»      | 2:28         |
| Общая длительность: | Общая длительность: | 2:28         |

## Участники записи
Вся информация взята с Genius.
- Селена Гомес – вокал, автор текста, композитор
- Эми Аллен – автор текста, композитор
- Джон Беллион – автор текста, композитор
- Майкл Поллак – автор текста, композитор
- Стефан Джонсон – автор текста, композитор
- Джордан К. Джонсон – автор текста, композитор
- Джон Яник – A&R
- Сэм Рибак – A&R
- Ванесса Ангиули – A&R
- Мик Раскин – помощник инженера звукозаписи
- Крис Герингер – мастеринг-инженер
- Алин Кешишян – координатор производства
- Зак Моргенрот – координатор производства
- Дэвид Зильберштейн – координатор производства
- Кристиан Джонсон – координатор производства
- Стефан Джонсон и Барт Шудель – инженеры
- Стефан Джонсон, Джан Стоуни, Барт Шудель – вокальные продюсеры
- Джордан К. Джонсон и Стефан Джонсон – программисты синтезатора
- Майкл Поллак, Джордан К. Джонсон – фортепиано
- Пьер-Люк Риу – гитара
- Джон Беллион – бэк-вокал
- Элла Бо – бэк-вокал
- Брайс Бордоне – помощник инженера по микшированию
- Шербан Генеа и Джон Хейнс – инженер по микшированию
- Элизабет Лаферьер – лирическое видео
- Interscope Records – фонографические авторские права ℗
- Interscope Records – авторские права ©

## Чарты

### Еженедельные чарты
| Чарт (2022)                       | Высшая позиция |
| --------------------------------- | -------------- |
| Австралия (ARIA)                  | 98             |
| Ирландия (IRMA)                   | 50             |
| Новая Зеландия Hot Singles (RMNZ) | 13             |
| Швеция (Sverigetopplistan)        | 76             |
| Великобритания UK Singles (OCC)   | 78             |

## История релиза
| Регион | Дата          | Формат                        | Лейбл      | Ссылки |
| ------ | ------------- | ----------------------------- | ---------- | ------ |
| Мир    | 2 ноября 2022 | Цифровая дистрибуция Стриминг | Interscope | [ 14 ] |

## Награды и номинации
| Год  | Организация                     | Награда                 | Результат | Ист.   |
| ---- | ------------------------------- | ----------------------- | --------- | ------ |
| 2022 | Hollywood Music in Media Awards | Song - Documentary Film | Номинация | [ 21 ] |
| 2022 | Variyety Hitmakers              | Film Song of the Year   | Победа    | [ 22 ] |